# William Cramp
Pour les articles homonymes, voir Cramp.
William Cramp, né le 22 septembre 1807 à Philadelphie et mort le 6 juillet 1879 à Atlantic City, est un constructeur de navires américain, fondateur de la William Cramp and Sons.

## Biographie
Issu d'une famille allemande (Krampf) immigrée aux États-Unis, il étudie à Philadelphie et est élève de Samuel Grice en architecture navale. 
Il fonde en 1825 la William Cramp & Sons Shipbulding Company, entreprise qui fermera ses portes en 1947. 
Dans le roman de Jules Verne Face au drapeau, le personnage de l'ingénieur Thomas Roch, lui fournit les plans d'un sous-marin à construire (chapitre X).